# 戴尔号驱逐舰 (DD-4)
戴尔号驱逐舰 (DD-4)是一艘美国海军班布里奇級驅逐艦，是第二艘以戴尔命名的美国军舰。
戴尔号在Miss M. H. Wilson的主持下于1900年7月24日在里士满威廉·特里格公司下水，后被分配至諾福克，并在1903年2月13日正是服役，由上尉Hutch Cone指挥。

## 一战前
戴尔号被分配到北大西洋舰队第一鱼雷中队，参与了在缅因州进行的舰队搜寻任务，并曾于1903年8月在Oyster Bay, New York接受了西奥多·罗斯福总统的检阅。 
第一鱼雷中队在布法罗号巡洋舰的护航下于1903年12月12日离开诺福克，经地中海和苏伊士运河抵达Asiatic Station。在1904年4月14日抵达位于菲律宾甲米地省的海军基地后，戴尔号一直在中国沿海和菲律宾群岛间活动，直到1905年12月5日再次被划为预备役。1907年7月10日，它被分配至亚洲舰队，并在中国和日本之间巡航，或参与军事演戏或鱼雷演练，或执行护卫和检查任务，或运送邮件及乘客。

## 二战前
在美国加入第一次世界大战后，戴尔号于1917年6月30日至8月1日期间在馬尼拉灣入口处进行巡逻，随后航行至位于直布罗陀的美国海军巡逻中队,在10月20日到达后，戴尔号一直在地中海东部为船队提供护航以及巡逻直至战争结束。1918年12月8日，在肃清了直布罗陀海峡后，戴尔号于1919年1月12日到达了查尔斯顿，于同年7月9日于費城退役，并于1920年1月3日被售出。

## 书目
- 本条目包含来自属于公共领域的美国海军军舰辞典的文本。 完整内容请參見。